# نصف‌النهار ۷۸ درجه غربی
نصف‌النهار ۷۸ درجه غربی ۷۸مین نصف‌النهار غربی از گرینویچ است که از لحاظ زمانی 5ساعت و 12دقیقه با گرینویچ اختلاف زمانی دارد.
این نصف‌النهار از قطب شمال شروع و از مناطق زیر گذشته و به قطب جنوب ختم می‌شود.
- آمریکای لاتین
- کانادا
- ایالات متحده آمریکا
- اقیانوس آرام